# カスケーズ女子工場
座標: 南緯42度53分37秒 東経147度51分5秒 / 南緯42.89361度 東経147.85139度
カスケーズ女子工場（英語:Cascades Female Factory）は、タスマニア州・サウス・ホバートにかつてあった女性囚人のための刑務所兼工場である。敷地内には5つの工場、墓地が残る。
1827年に建設され、1856年まで供用された後に、廃止された。2010年、UNESCOの世界遺産に、他のオーストラリア国内の10の史跡とともに、「オーストラリアの囚人遺跡群」の1つとして登録された。

## 概要
サウス・ホバートに女性刑務所兼工場が建設された目的は、女性囚人をホバートの悪い慣習から隔離することとまた、不道徳で腐敗しているように見えた女性囚人をホバート市内から隔離することで、社会秩序を維持することにあった。しかしながら、カスケーズ女子工場が設置された場所は水はけが悪く、また、囚人の数も収容能力を大幅に超えていたこと、衛生状態が悪かったこと、慢性的な食糧不足というさまざまな要因があいまって、死亡率が高かったとされる。
カスケーズ女子工場は、当時の姿を残す唯一の女性刑務所であり、2010年、「オーストラリアの囚人遺跡群」の1つとして、ユネスコの世界遺産に登録された。

## 歴史
1827年、植民地政府による工場建設が決定された。翌年には、カスケーズ女子工場第1工場が完成した。さらに、1832年には2年前から建設工事が実施されていた第2工場が完成した。拡張工事は続き、1845年には第3工場、1850年には第4工場、1853年には第5工場が完成した。1856年、工場の役割を終え、工場の敷地は、女子刑務所となった。しかし、カスケーズ女子刑務所の供用は1877年に終了し、当時、刑務所内にいた女性囚人は、ホバートのキャンベル・ストリート刑務所に移されることとなった。カスケーズ女子刑務所が閉鎖された際には、女性囚人の家族も含めて、41人が刑務所にいたと記録されている。
その後も、カスケーズ女子工場の敷地は、少年院や感染症の隔離病院、さらには、1888年からは産婦人科病院の機能も追加され、使用されてきたが、カスケーズ女子工場の産婦人科病棟は1896年に閉鎖された。
少年院では少年たちの矯正教育と出所後のために、商業教育が施されると同時に、工場内では、農業、ガーデニング、大工作業が行われた。研究によると、少年院には、随時30人程度の少年がいたとされる。
女子工場から転用された後は、さまざまな用途に用いられてきたが、カスケーズ女子工場の敷地は、1904年に完全閉鎖となった。

## 研究
カスケーズ女子工場を含めた女性囚人の研究がタスマニア州では展開されており、女性囚人のリストが、ホームページ上にリストアップされている。

## 世界遺産

### 登録基準
この世界遺産は世界遺産登録基準のうち、以下の条件を満たし、登録された（以下の基準は世界遺産センター公表の登録基準からの翻訳、引用である）。
- (4) 人類の歴史上重要な時代を例証する建築様式、建築物群、技術の集積または景観の優れた例。
- (6) 顕著で普遍的な意義を有する出来事、現存する伝統、思想、信仰または芸術的、文学的作品と直接にまたは明白に関連するもの（この基準は他の基準と組み合わせて用いるのが望ましいと世界遺産委員会は考えている）。